# Sirkka Polkunen
Sirkka Polkunen (n. 6 noiembrie 1927, Jyväskylä, Finlanda – d. 28 septembrie 2014, Laukaa, Finlanda Centrală, Finlanda) a fost o schioară de fond ce a reprezentat Finlanda, medaliată olimpică. A participat la 2 ediții ale Jocurilor Olimpice (1952, 1956) în care a câștigat o medalie de aur.